# Martín Sastre
Martin Sastre (13 de fevereiro de 1976, Montevidéu, Uruguai) é um artista contemporâneo que trabalha com cinema, vídeo, escultura, fotografia e desenho.